# En concierto desde el Metropólitan
En Concierto desde el Metropolitan es un DVD de la cantante mexicana Edith Márquez, lanzado por la disquera Warner Music a finales del año 2004, del concierto que Edith realizó el 13 de marzo del año 2004 en el Teatro Metropólitan, el DVD incluye, un video del cuarto disco llamado ¿Quién te cantará?, además de traer la biografía de la cantante y fotos.
En este concierto Edith interpreta los grandes éxitos de toda su discografía, además de otros temas famosos, de cantautores como Juan Gabriel.
También incluye participaciones de gente conocida de la música, como lo son el maestro Juan Carlos Calderón, Jorge Avendaño productor de cuatro de sus discos y Juan Carlos Paz y Puente.
Este concierto logró un lleno absoluto, dicho recinto tiene una capacidad de más 2,500 personas.

## Listado de canciones del Concierto
1. "Se Te Acabó"
2. "Por Hablarle De Ti"
3. "Está Vez"
4. "Dos Recuerdos"
5. "Tómame o déjame"
6. "Acostúmbrame al Cielo"
7. "¿Quién Te Cantará?"
8. "Mi Error, Mi Fantasía"
9. "Enamorada"
10. "Amor Fascíname"
11. "Contigo en la Distancia"
12. "Incondicional"
13. "Acaríciame"
14. "Culpable o No (Miénteme)"
15. "No"
16. "Tengo Todo Excepto a Ti"
17. "Por Tu Maldito Amor"
18. "La Diferencia"
19. "Amanecí en tus Brazos"
20. "Te Quedó Grande la Yegua"
21. "El Primero, el Único, el Último (Versión Pop)"
22. "Noche de Copas"
23. "Mírame"

## Contenido
1. "El Primero, El Único, El Último": Video Clip
2. "Galería de Fotos"
3. "Biografía de Edith Márquez"
4. "Presentación del DVD"

## Versión (CD+DVD)
A mediados de septiembre de 2008, salió una nueva edición de este concierto el cual incluye la versión ahora del concierto en CD y DVD, y a menos de un mes de haber sido lanzado a la venta, esta versión se ha logrado colocar en el séptimo puesto de la lista de los diez más populares de una de las tiendas de discos más reconocidas del país, además también de colocarse entre los primeros 20 discos más vendidos de México.

### Contenido del CD
1. "Tómame o Déjame"
2. "¿Quién Te Cantará?"
3. "Mi Error, Mi Fantasía"
4. "Enamorada"
5. "Contigo en la Distancia"
6. "Incondicional"
7. "Acaríciame"
8. "Culpable o No (Miénteme)"
9. "Tengo Todo Excepto a Ti"
10. "Por Tu Maldito Amor"
11. "La Diferencia"
12. "Amanecí en tus Brazos"
13. "Te Quedó Grande la Yegua"
14. "El Primero, el Único, el Último (Versión Pop)"
15. "Mírame"

### Contenido del DVD
1. "Se Te Acabó"
2. "Por Hablarle De Ti"
3. "Está Vez"
4. "Dos Recuerdos"
5. "Tómame o Déjame"
6. "Acostúmbrame al Cielo"
7. "¿Quién Te Cantará?"
8. "Mi Error, Mi Fantasía"
9. "Enamorada"
10. "Amor Fascíname"
11. "Contigo en la Distancia"
12. "Incondicional"
13. "Acaríciame"
14. "Culpable o No (Miénteme)"
15. "No"
16. "Tengo Todo Excepto a Ti"
17. "Por Tu Maldito Amor"
18. "La Diferencia"
19. "Amanecí en tus Brazos"
20. "Te Quedó Grande la Yegua"
21. "El Primero, el Único, el Último (Versión Pop)"
22. "Noche de Copas"
23. "Mírame"